# Света мученица Јулита
Света Мученица Јулита Кесаријска (Кападокијска) је ранохришћанска мученица и светитељка. 
Живела је крајем 3. века у Кесарији Кападокијској, где је и страдала због исповедања хришћанске вере за време прогона цара Диоклецијана. Након смрти њеног мужа, неки богати властелин присвојио је значајан део имовине (њиве, села, стада, робове и посуђе) удовице Јулите. Надала се да ће добити заштиту на суду, али се показало да се римски закони односе само на пагане: да би се могло судити, морало се јавно одрећи Исуса Христа. Света Јулита је изабрала да остане хришћанка, изгубивши сво земаљско богатство. Након тога је осуђена и спаљена је 304. (или 305.) године.
Свети Василије Велики, 70 година после мученичке смрти свете Јулите, посветио јој је своје славословље. Рука мученице чува се у цркви Мегали-Панагија у Јерусалиму. Њена аутентичност је потврђена повељом патријарха јерусалимског Нектарија из 1667. године.
Православна црква празнује свету Јулиту: 13. августа (31. јула).